# Megatropis sanguinea
Megatropis sanguinea är en insektsart som beskrevs av Frederick Arthur Godfrey Muir 1917. Megatropis sanguinea ingår i släktet Megatropis och familjen Derbidae. Inga underarter finns listade i Catalogue of Life.